# Свети Георги (Гайтаниново)
Вижте пояснителната страница за други значения на Свети Георги.
„Свети Георги“ е възрожденска българска църква в село Гайтаниново, част от Неврокопската епархия на Българската православна църква.

## История
Църквата е гробищният храм на селото. Изградена е в началото на XVIII век. В 1871 година е обновена. В 2016 година сградата е почти напълно разрушена и започва основен ремонт за възобновяването ѝ. При разрушаването на северната стена е открита зазидана мраморна икона на Свети Георги.